# Luigi Poli (militare)
Luigi Poli (Torino, 24 agosto 1923 – Firenze, 12 febbraio 2013) è stato un generale e politico italiano.

## Biografia
Sottotenente d'artiglieria del Regio esercito, dopo l'8 settembre 1943 aderì al regno del Sud, prendendo parte alla guerra di liberazione italiana, ottenendo due croci al merito di guerra.
Nel dopoguerra ha comandato il 6º reggimento artiglieria da montagna e la brigata alpina Taurinense.
Promosso generale di corpo d'armata fu sottocapo di Stato Maggiore dell'Esercito dal 1979 al 1980 e della Difesa dal 1980 al 1981. Dal 1981 al 1984 comandò il 4º Corpo d'armata alpino.
Dal 1984 al 1985 è stato comandante della Regione Militare Tosco-Emiliana.
Dal 1985 al 1987 fu capo di stato maggiore dell'Esercito italiano e presidente del consiglio superiore delle forze armate.
Nel 1987 fu eletto in Piemonte senatore nella lista della Democrazia Cristiana e fece parte della commissione difesa. Restò a palazzo Madama fino al 1992.
Negli anni '90 divenne presidente della Associazione nazionale combattenti forze armate regolari guerra di Liberazione fino alla morte.

## Opere
- Le forze armate dalla Guerra di Liberazione alla nascita della Repubblica 1943-1947, Roma, Stabilimento grafico militare, 1994